# Brixner Granit

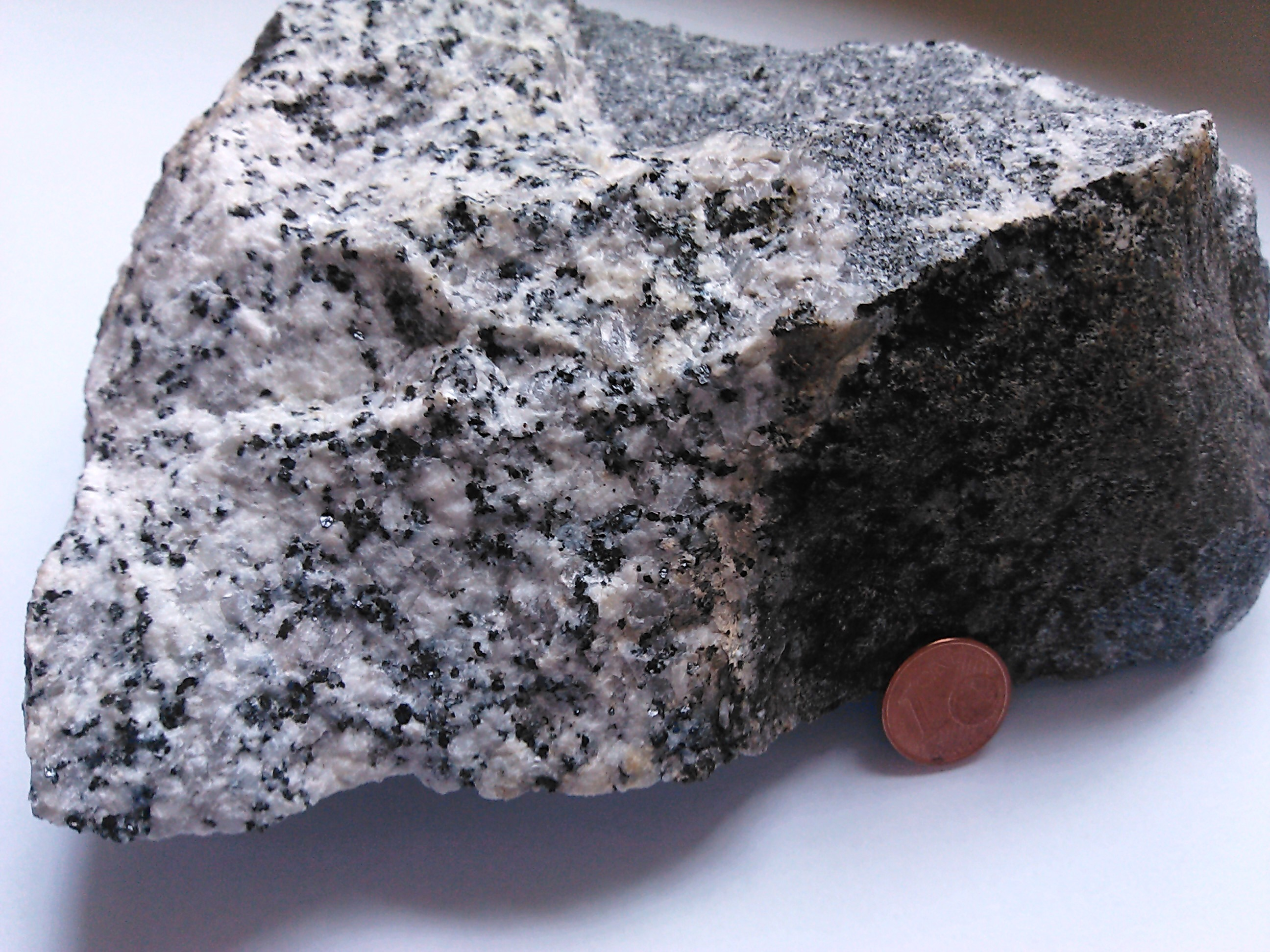
Brixner Granit aus Franzensfeste

Der Brixner Granit ist ein Intrusivkörper (Pluton) und hat seinen Namen von der nahe gelegenen Kleinstadt Brixen in Südtirol. Petrographisch ist das Gestein als Granodiorit einzuordnen, untergeordnet kommen auch Gabbro, Amphibolgranit, Pegmatit- und Aplitgänge vor. Das Gestein ist auch mit dem Handelsnamen Meransen bekannt, nach einem seiner Abbauorte bei Meransen in der Gemeinde Mühlbach.

## Geologie
Aus tektonischer Sicht befindet sich der Brixner Granit an der Grenze zwischen Ost- und Südalpen und besetzt ca. 180 km2 zwischen Franzensfeste, Schalders, Brixen und Mühlbach. In anderen Publikationen wird von 250 km2 ausgegangen. Die Periadriatische Naht, die tatsächliche Grenze zwischen den zwei geologischen Einheiten, befindet sich nur wenige Kilometer nördlich von Franzensfeste und zwar in der Ortschaft Mauls in der Gemeinde Freienfeld und in der Ortschaft Vals in der Gemeinde Mühlbach.
Der Intrusivkörper bildete sich im Perm und ist somit ca. 280 Millionen Jahre alt.
Am Rand des Plutons ist eine ausgeprägte Kontaktmetamorphose zum Brixner Quarzphyllit, mit entsprechender Überprägung und Bildung neuer Minerale, vorhanden.

## Gesteinsbeschreibung und Mineralbestand
Es handelt sich hierbei um ein mittelkörniges, helles, plutonisches Gestein, bestehend hauptsächlich aus Feldspat, Quarz und Biotit. Als Begleitminerale treten Chlorit, Epidot, Zoisit, Prehnit, Calcit, Turmalin, Granat, Fluorit, Muskovit, Talk und Zeolith auf. Es ist schwarz-grau bis weißlich. Eine rosafarbene Varietät, die auch als Flagger Kalkgranit, nach dem Vorkommen im Flaggertal, Sarntaler Berge, bezeichnet wird, tritt am Rand des Intrusivkörpers auf.
Ein mit diesem Granit assoziierter Pegmatit aus dem Wipptal (Alta Vall'Isarco) in der Fraktion Grasstein ist die Typlokalität des Minerals Fluor-Schörl. Fluor-Schörl bildete sich hier in einer pneumatolytischen Phase in kleinen Quarzgängen zusammen mit Fluorit, Axinit, Epidot, Pyrrhotin, Molybdänit, Galenit, Chalkopyrit und Pyrit. Eine spätere hydrothermale Phase führte noch zur Abscheidung von Zoisit, Garnet, Prehnit, Albit, den Schichtsilikaten Muskowit, Talk, Chlorit und Apophyllit, den Zeolithen Chabasit, Stilbit, und Laumontit sowie Calcit.

## Verwendung
Erschließung und Abbau des Brixner Granits in einem größeren Umfang gehen mit dem Bau der Brennerbahnlinie, die in 1867 eröffnet wurde, einher. Dieser Granit steht derzeit (2014) bei Pfunders im Abbau. Verwendet wird Brixner Granit vor allem regional für Bodenbeläge, Treppen, Fensterbänke, Mauersteine, Grabeinfassungen und Brunnen. In Deutschland wird dieser Naturstein kaum gehandelt.
Dieses Gestein hat in der Region große kulturhistorische Bedeutung. So besteht beispielsweise die 1510 geweihte Kirche von Sarns aus Brixner Granit. Ihr Kirchturm wurde bereits 1483 fertiggestellt.